# José Lago y Lemus
José Lago y Lemus fue un minero y político peruano. Fue uno de los mineros más distinguidos de Cerro de Pasco.
Fue miembro del Congreso Constituyente de 1822 por el departamento de Junín. Dicho congreso constituyente fue el que elaboró la primera constitución política del país.
Fue elegido por la entonces provincia juninense de Pasco como miembro de la Convención Nacional de 1833 que expidió la Constitución Política de la República Peruana de 1834, la cuarta de la historia del país.